# Pristimantis ocreatus
Espèce
Synonymes
- Eleutherodactylus ocreatus Lynch, 1981

Statut de conservation UICN

 EN B1ab(iii) : En danger
Pristimantis ocreatus est une espèce d'amphibiens de la famille des Craugastoridae.

## Répartition
Cette espèce est endémique de la province de Carchi dans le nord de l'Équateur. Elle se rencontre entre 3 000 et 4 150 m d'altitude sur les páramos del Angel dans la cordillère Occidentale. 
Sa présence est incertaine dans le département de Nariño en Colombie.

## Description
Les mâles mesurent de 12,4 à 17,2 mm et les femelles de 19,6 à 20,2 mm.

## Publication originale
- Lynch, 1981 : Leptodactylid frogs of the genus Eleutherodactylus in the Andes of northern Ecuador and adjacent Colombia. Miscellaneous Publication, Museum of Natural History, University of Kansas, no 72, p. 1-46 (texte intégral).